# Pedra cantonera de Cal Traver
Pedra cantonera de Cal Traver és un carreu esculpit encastat a la casa de Cal Traver de Balsareny (Bages), i que és inclòs a l'Inventari del Patrimoni Arquitectònic de Catalunya.

## Descripció
És un carreu de pedra picada tallat formant angle obtús, on s'hi ha fet un conjunt d'inscripcions, S'hi distingeixen clarament unes tisores, una navalla d'afaitar i la data de 1687 i "22 de fabre". A més, hi ha altres incisions avui difícils de precisar.

## Història
La plaça correspon a una pedra indicadora d'ofici, en aquest cas de barber. Avui es troba emplaçada a uns tres metres d'alçada sobre el nivell del carrer. No es troba al seu emplaçament original, ja que quan es va refer la casa de cal Traver fou canviada de lloc. A fi que la inscripció fos més entenedora es va resseguir amb pintura de color mangra.